# Колеџ Плејс (Вашингтон)
Колеџ Плејс (енгл. College Place) град је у америчкој савезној држави Вашингтон. По попису становништва из 2010. у њему је живело 8.765 становника.

## Демографија
Према попису становништва из 2010. у граду је живело 8.765 становника, што је 947 (12,1%) становника више него 2000. године.
| Група             | 2000.         | 2010.         |
| Белци             | 6.373 (81,5%) | 6.606 (75,4%) |
| Афроамериканци    | 121 (1,5%)    | 136 (1,6%)    |
| Азијати           | 137 (1,8%)    | 166 (1,9%)    |
| Хиспаноамериканци | 996 (12,7%)   | 1.618 (18,5%) |
| Укупно            | 7.818         | 8.765         |